# Caroline Ailin
Caroline Furøyen (née en 1989), également connue sous son nom de scène Caroline Ailin, est une chanteuse et compositrice norvégienne basée à Londres. Elle est connue pour ses collaborations aux albums de Dua Lipa. Elle a notamment co-écrit les single New Rules, Don't start now, Houdini ou Training season, dont certains ont été nommés aux Grammy Awards. Elle a également travaillé avec une variété d'autres groupes, notamment Zedd, Katy Perry, Clean Bandit, Ellie Goulding, Ella Mai, Louis the Child, ou MØ.

## Jeunesse
Caroline Ailin naît et grandit à Bodø, en Norvège. Elle commence la musique à l'âge de 12 ans, après avoir écouté les chansons en la mineur d'Alicia Keys. À 19 ans, elle s'installe en Angleterre pour fréquenter le Liverpool Institute for Performing Arts (LIPA),. Alors qu'elle fréquente encore l'école en 2011, Ailin s'est produite au Parkenfestivalen, un festival de musique dans sa ville natale, Bodø. Elle sort diplômée du LIPA en 2012 avec un Bachelor of Arts en musique. En mai 2012, elle fait partie des cinq étudiants à passer du temps en studio avec le fondateur de l'école, Paul McCartney,.

## Carrière
En mai 2012, Caroline Ailin signe un contrat d'édition avec Waterfall Music, basée à Oslo, ainsi qu'avec Sony/ATV Music Publishing. En 2014, elle écrit Crocodile Tears pour le producteur Grades.
En 2016, elle reçoit le prix « Percée de l'année » de l'Association norvégienne des éditeurs de musique pour son travail d'écriture de chansons, dont Hey Hey Hallelujah pour Rachel Platten, et surtout « History » pour Olivia Holt qui est classé en Belgique, aux Pays-Bas et dans d'autres pays.
En 2017, Ailin co-écrit le single de Dua Lipa, New Rules. La chanson sort en juillet 2017 et se hisse en tête des classements britanniques le mois suivant,. Elle atteint la sixième place du Billboard Hot 100 et prend la tête du classement Top 40 Mainstream aux États-Unis en 2018.
Ailin  co-écrit ensuite et interprète la chanson de Louis the Child Last to Leave sortie en décembre 2017. En 2018, l'Association norvégienne des éditeurs de musique l'honore du prix de la chanson pop de l'année pour son travail sur « New Rules ».
Plus tard en 2018, Ailin co-écrit Mama de Clean Bandit avec Ellie Goulding, qui atteint la 28e place du classement Billboard Dance. En février 2019, la chanson de Katy Perry et Zedd, 365 sort
Au cours de sa carrière, Ailin travaille avec un certain nombre d'autres artistes, dont Zara Larsson, Hailee Steinfeld, Alex Adair, Ella Mai, Snakehips, Aanysa, Four of Diamonds.
En 2019, Ailin, avec ses collaborateurs Ian Kirkpatrick (producteur de disques) et Emily Warren, écrit la chanson à succès de Dua Lipa, Don't start now», puis en 2024 elle co-écrit intégralement son album Radical Optimism.

## Discographie

### Extended plays
| Titre       | Détails                                                                                                 |
| ----------- | --- |
| At my worst | - Sortie : 2010 - Étiquette : Girl & Hysteria - Format : Téléchargement numérique, diffusion en continu |

### Singles

#### en tant qu'artiste vedette
| Année | Titre                                                          | Album |
| ----- | -------------------------------------------------------------- | ----- |
| 2014  | Begging for amnesia (We Are Legends featuring Caroline Ailin)  |       |
| 2017  | Last to leave (Louis the Child (DJs) featuring Caroline Ailin) |       |

| Année | Titre    | Autre(s) artiste(s)                 | Album          |
| ----- | -------- | ----------------------------------- | -------------- |
| 2016  | Rockabye | Clean Bandit, Anne-Marie, Sean Paul | What is love ? |

### Compositions
| Titre ,                | Année | Artiste                                        | Album                                              | Rôle                | Notes           |
| ---------------------- | ----- | ---------------------------------------------- | -------------------------------------------------- | ------------------- | --------------- |
| Begging for Amnesia    | 2014  | We Are Legends                                 | Non-album single                                   | co-écriture         |                 |
| Crocodile Tears        | 2014  | Grades                                         | Non-album single                                   | co-écriture         |                 |
| London Road            | 2015  | Lucy Spraggan                                  | We Are                                             | co-écriture         |                 |
| Talk                   | 2016  | Tiffany Young                                  | I Just Wanna Dance EP                              | co-écriture         |                 |
| History                | 2016  | Olivia Holt                                    | Olivia                                             | co-écriture         | BEL No. 21      |
| What You Love          | 2016  | Olivia Holt                                    | Olivia                                             | co-écriture         |                 |
| Hey Hey Hallelujah     | 2016  | Rachel Platten (feat. Andy Grammer)            | Wildfire                                           | co-écriture         |                 |
| Burn Break Crash       | 2016  | Aanysa (feat. Snakehips)                       | Non-album single                                   | co-écriture         | US Dance No. 35 |
| Danger                 | 2016  | JKAY                                           | Non-album single                                   | co-écriture         |                 |
| Cover Up               | 2017  | Taeyeon                                        | My Voice                                           | co-écriture         |                 |
| Casual                 | 2017  | Alex Adair                                     | Non-album single                                   | co-écriture         | SCO No. 87      |
| New Rules              | 2017  | Dua Lipa                                       | Dua Lipa                                           | co-écriture         | UK No. 1        |
| Last to Leave          | 2017  | Louis the Child                                | Non-album single                                   | co-écriture et voix |                 |
| Guilt Trip             | 2018  | Julie Bergan                                   | Turn on the Lights                                 | co-écriture         | NOR No. 18      |
| One Shot, Two Shot     | 2018  | BoA                                            | One Shot, Two Shot EP                              | co-écriture         |                 |
| It's You               | 2018  | Askling (feat. Gavin Mistry)                   | Non-album single                                   | co-écriture         |                 |
| Blooming Days          | 2018  | EXO-CBX                                        | Blooming Days                                      | co-écriture         |                 |
| I Lied                 | 2018  | Tove Styrke                                    | Sway                                               | co-écriture         |                 |
| Mama                   | 2018  | Clean Bandit (feat. Ellie Goulding)            | What Is Love?                                      | co-écriture         | US Dance No. 28 |
| Gut Feeling            | 2018  | Ella Mai (feat. H.E.R.)                        | Ella Mai                                           | co-écriture         | US R&B No. 11   |
| Talking to Yourself    | 2018  | Olly Murs                                      | You Know I Know                                    | co-écriture et voix |                 |
| Revival                | 2018  | Sigala (feat. Cheat Codes and MAX)             | Brighter Days                                      | co-écriture         |                 |
| Don't Wreck My Holiday | 2018  | Black Saint (feat. Kelli-Leigh)                | Non-album single                                   | co-écriture         |                 |
| Stupid Things          | 2018  | Four of Diamonds (feat. Saweetie)              | Non-album single                                   | co-écriture         |                 |
| Starting Over          | 2018  | Niykee Heaton                                  | Starting Over EP                                   | co-écriture         |                 |
| 365                    | 2019  | Katy Perry and Zedd                            | Non-album single                                   | co-écriture         | US No. 86       |
| Speaker                | 2019  | Banx &amp; Ranx (feat. ZieZie and Olivia Holt) | Non-album single                                   | co-écriture         |                 |
| Hurt Again             | 2019  | Julia Michaels                                 | Inner Monologue Part 2                             | co-écriture         |                 |
| Really Don't Like U    | 2019  | Tove Lo (feat. Kylie Minogue)                  | Sunshine Kitty                                     | co-écriture         |                 |
| Bad Girlfriend         | 2019  | Olivia Holt                                    | Non-album single                                   | co-écriture         |                 |
| Don't Start Now        | 2019  | Dua Lipa                                       | Future Nostalgia                                   | co-écriture         | UK No. 2        |
| Kissing Other People   | 2019  | Lennon Stella                                  | Three. Two. One.                                   | co-écriture         | CAN No. 60      |
| Grey Area              | 2019  | Grey (feat. Sofia Carson)                      | Non-album single                                   | co-écriture         |                 |
| Dance Again            | 2020  | Selena Gomez                                   | Rare                                               | co-écriture         | CAN No. 96      |
| Let Me Get Me          | 2020  | Selena Gomez                                   | Rare                                               | co-écriture         | POR No. 178     |
| Therapist              | 2020  | Mae Muller                                     | Non-album single                                   | co-écriture         |                 |
| Tell My Mama           | 2020  | Lauv                                           | How I'm Feeling                                    | co-écriture         |                 |
| Pretty Please          | 2020  | Dua Lipa                                       | Future Nostalgia                                   | co-écriture         | POR No. 101     |
| Games                  | 2020  | Lennon Stella                                  | Three. Two. One.                                   | co-écriture         |                 |
| Fear of Being Alone    | 2020  | Lennon Stella                                  | Three. Two. One.                                   | co-écriture         |                 |
| Since I Was a Kid      | 2020  | Lennon Stella                                  | Three. Two. One.                                   | co-écriture         |                 |
| Small Things           | 2020  | JoJo                                           | Good to Know                                       | co-écriture         |                 |
| Pick Me                | 2020  | Wafia                                          | Good Things EP                                     | co-écriture         |                 |
| Silence                | 2020  | Fletcher                                       | The S(ex) Tapes                                    | co-écriture         |                 |
| Good Choices           | 2020  | Astrid S                                       | Leave It Beautiful                                 | co-écriture         |                 |
| Guess I'm a Liar       | 2020  | Sofia Carson                                   | Non-album single                                   | co-écriture         |                 |
| Fever                  | 2020  | Dua Lipa and Angèle                            | Future Nostalgia (version française)               | co-écriture         |                 |
| Never Learn My Lesson  | 2020  | Four of Diamonds                               | Non-album single                                   | co-écriture         |                 |
| The One                | 2021  | Rita Ora and Imanbek                           | Bang EP                                            | co-écriture         |                 |
| Gray                   | 2021  | Demi Lovato                                    | Dancing with the Devil... the Art of Starting Over | co-écriture         |                 |
| Morning                | 2021  | Zara Larsson                                   | Poster Girl                                        | co-écriture         |                 |
| Live to Survive        | 2021  | MØ                                             | Motordrome                                         | co-écriture         |                 |
| Mirror                 | 2021  | Sigrid                                         | How to Let Go                                      | co-écriture         |                 |
| Burning Bridges        | 2021  | Sigrid                                         | How to Let Go                                      | co-écriture         |                 |
| Nice                   | 2021  | Elohim                                         | Journey to the Center of Myself, Vol. I            | co-écriture         |                 |
| Sweet Dream            | 2021  | Alessia Cara                                   | In the Meantime                                    | co-écriture         |                 |
| Good Ones              | 2021  | Charli XCX                                     | Crash                                              | co-écriture         |                 |
| Start Walking          | 2021  | Tove Styrke                                    | À venir                                            | co-écriture         |                 |
| Telepath               | 2021  | Conan Gray                                     | Non-album single                                   | co-écriture         |                 |
| Strange and Unusual    | 2022  | Years & Years                                  | Night Call                                         | co-écriture         |                 |
| Cool to Cry            | 2022  | MØ                                             | Motordrome                                         | co-écriture         |                 |
| New Moon               | 2022  | MØ                                             | Motordrome                                         | co-écriture         |                 |
| Follow                 | 2022  | Martin Garrix and Zedd                         | Non-album single                                   | co-écriture         |                 |
| Sunset                 | 2023  | Caroline Polachek                              | Desire, I Want to Turn Into You                    | co-écriture         |                 |
| Dance the Night        | 2023  | Dua Lipa                                       | Barbie the Album                                   | co-écriture         | UK No. 1        |
| Houdini                | 2023  | Dua Lipa                                       | Radical Optimism                                   | co-écriture         |                 |
| Training Season        | 2024  | Dua Lipa                                       | Radical Optimism                                   | co-écriture         |                 |